# Erzjanščina
Erzjanščina (erzjansko эрзянь кель, latinizirano: erzänj kelj, izgovorjava [ˈerʲzʲanʲ ˈkelʲ]) je Ugrofinski jezik, ki ga govori približno 37.000 ljudi v severnih, vzhodnih in severozahodnih delih Republike Mordovije in v sosednjih regijah Nižnega Novgoroda, Čuvašije, Penze, Samare, Saratova, Orenburga, Uljanovska, Tatarstana in Baškortostana v Rusiji. Diaspora je tudi v Armeniji, Estonij in v Kazahstanu in drugih državah Srednje Azije. Erzjanščina se danes piše v enaki cirilici, kot jo uporablja ruski jezik. V Mordoviji je erzjanščina uradni jezik skupaj z mokšanščino in ruščino. 
Jezik spada v mordvinsko vejo ugrofinskih jezikov, ki so delo širše uralske jezikovne družine. Erzjanščina je tesno sorodna z mokšanščino, vendar ima drugačno fonetiko, morfologijo in besedišče.

## Abeceda
Abeceda erzjanskega jezika temelji na ruski abecedi in je sestavljena iz 29 črk: r: а, б, в, г, д, е, ё, ж, з, и, й, к, л, м, н, о, п, р, с, т, у, ц, ч, ш, ы, ь, э, ю, я. Črke ф, х, щ in ъ se pojavljajo samo v izposojenkah.

## Poskus latinizacije
25. marca 1932 je bila v okviru latinizacije jezikov ljudstev ZSSR sprejeta latinična abeceda za oba mordvinska jezika. Sestavljena je bila iz naslednjih črk: A a, Ә ә, B в, C c, Ç ç, D d, Э э, E e, F f, G g, Ь ь, I i, J j, K k, L l, M m, N n, O o, Ө ө, P p, R r, S s, Ş ş, T t, U u, Y y, V v, X x, Z z, Ƶ ƶ, ȷ, Rx, Lh  (zadnji dve črki samo za mokšanščino). 19. maja 1932 so po posvetovanju z lokalnimi strokovnjaki sprejeli to abecedo z naslednjimi spremembami: A a, B в, C c, Ç ç, D d, Ә ә, F f, G g, Y y, I i, J j, K k, L l, M m, N n, O o, P p, R r, S s, Ş ş, T t, U u, V v, X x, Z z, Ƶ ƶ, Ь ь, Rx, Lh. Kljub uradnemu sprejetju latinične abecede, jo dejansko niso dali v uporabo..